# Ballon autoremplisseur à valve unidirectionnelle
À ne pas confondre avec le film américain Bavu de Stuart Paton sorti en 1923.
Pour les articles homonymes, voir Ballon et Valve.

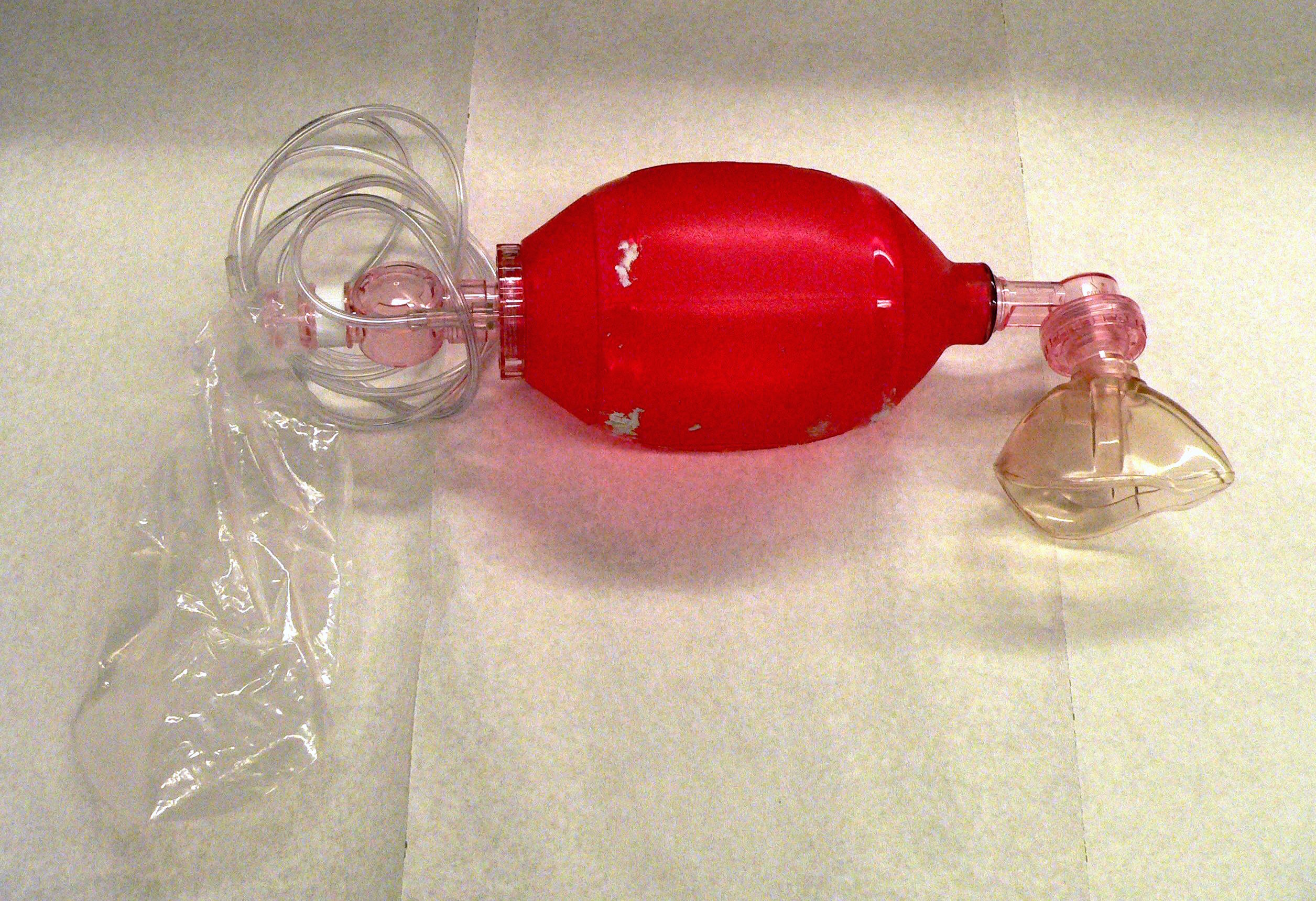
BAVU avec sac réservoir et tubulure d'oxygène

Un ballon autoremplisseur à valve unidirectionnelle (ou insufflateur manuel, également connu sous le sigle BAVU), est un instrument médical ou paramédical conçu pour suppléer à la respiration d'un patient en arrêt respiratoire. La conception du ballon et la nature élastique du matériau élastomère dont il est constitué lui permettent de reprendre facilement son volume initial et sa forme après avoir été comprimé par une simple pression de la main. Une compression d'environ 30 % de son volume total est suffisante pour assurer la ventilation du patient à chaque insufflation. Avec ses valves unidirectionnelles ce système permet de fournir une ventilation sans apport de gaz comprimé. Le BAVU est de préférence raccordé à une source d'oxygène médical. Un accumulateur pneumatique qui se remplit pendant la vidange du ballon (insufflation) permet de fournir 100 % d'oxygène même avec une ventilation rapide.
Le BAVU peut être relié à un masque à oxygène (comme sur la photo), ou à une sonde d'intubation endo-trachéale.